# Bernard Thibault

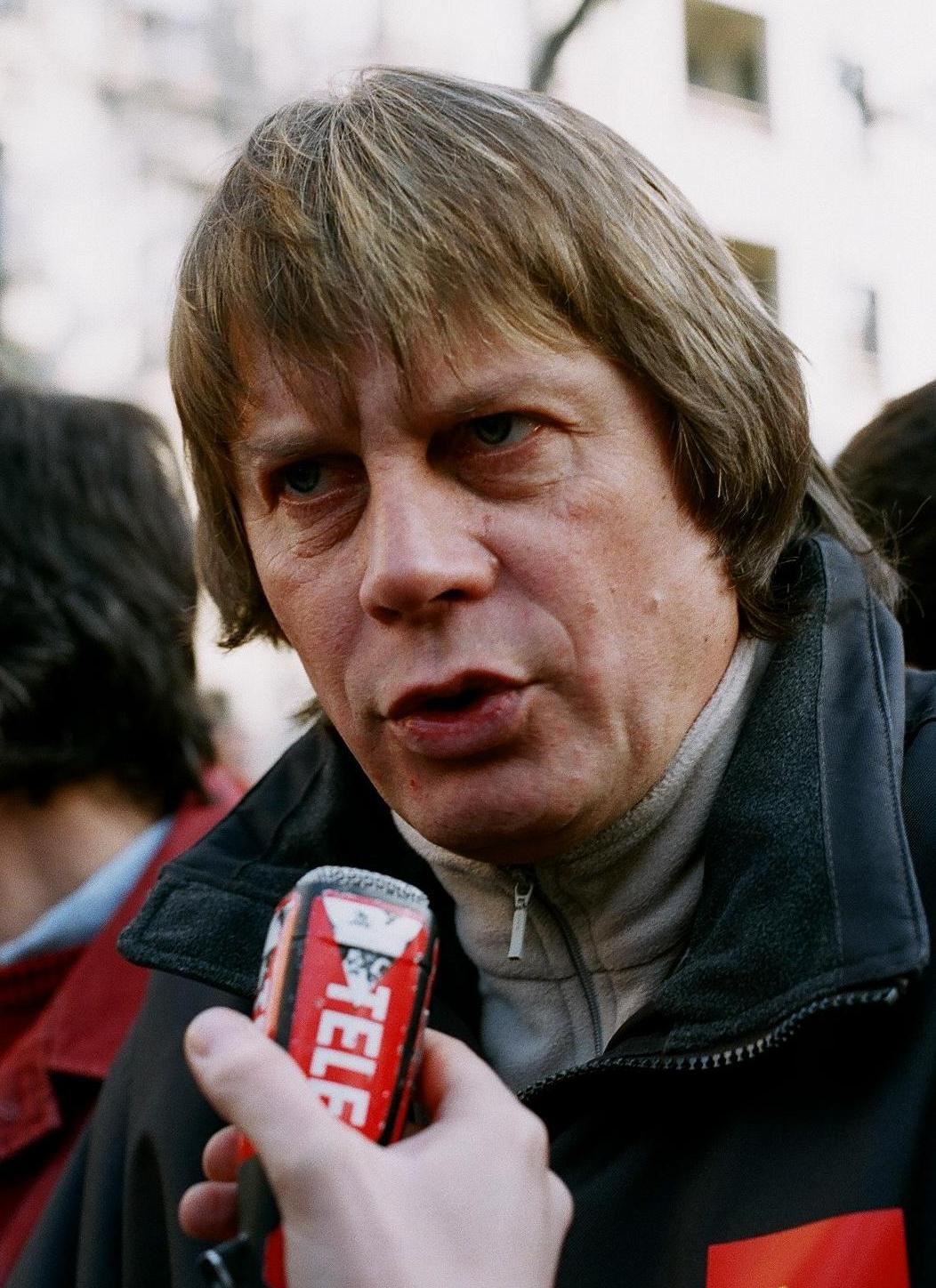
Bernard Thibault 2005 bei einer Demonstration

Bernard Thibault (* 2. Januar 1959 in Paris) ist ein französischer Gewerkschaftsführer. Von 1999 bis 2013 war er Generalsekretär des französischen Gewerkschaftsbunds Confédération générale du travail (CGT).

## Leben
Thibault wuchs im Großraum Paris auf. Nach der 9. Schulklasse verließ er die Schule und begann eine Lehre bei den französischen Staatsbahnen SNCF, die er 1976 abschloss.
Sein äußeres Markenzeichen ist seine halblange, etwas anachronistisch wirkende Pilzkopf-Frisur.
Seit 1987 ist er Mitglied der Kommunistischen Partei Frankreichs (PCF), die seinerzeit sehr eng mit der CGT verbunden war.
Thibault ist verheiratet und hat zwei Kinder.

## Gewerkschaftskarriere

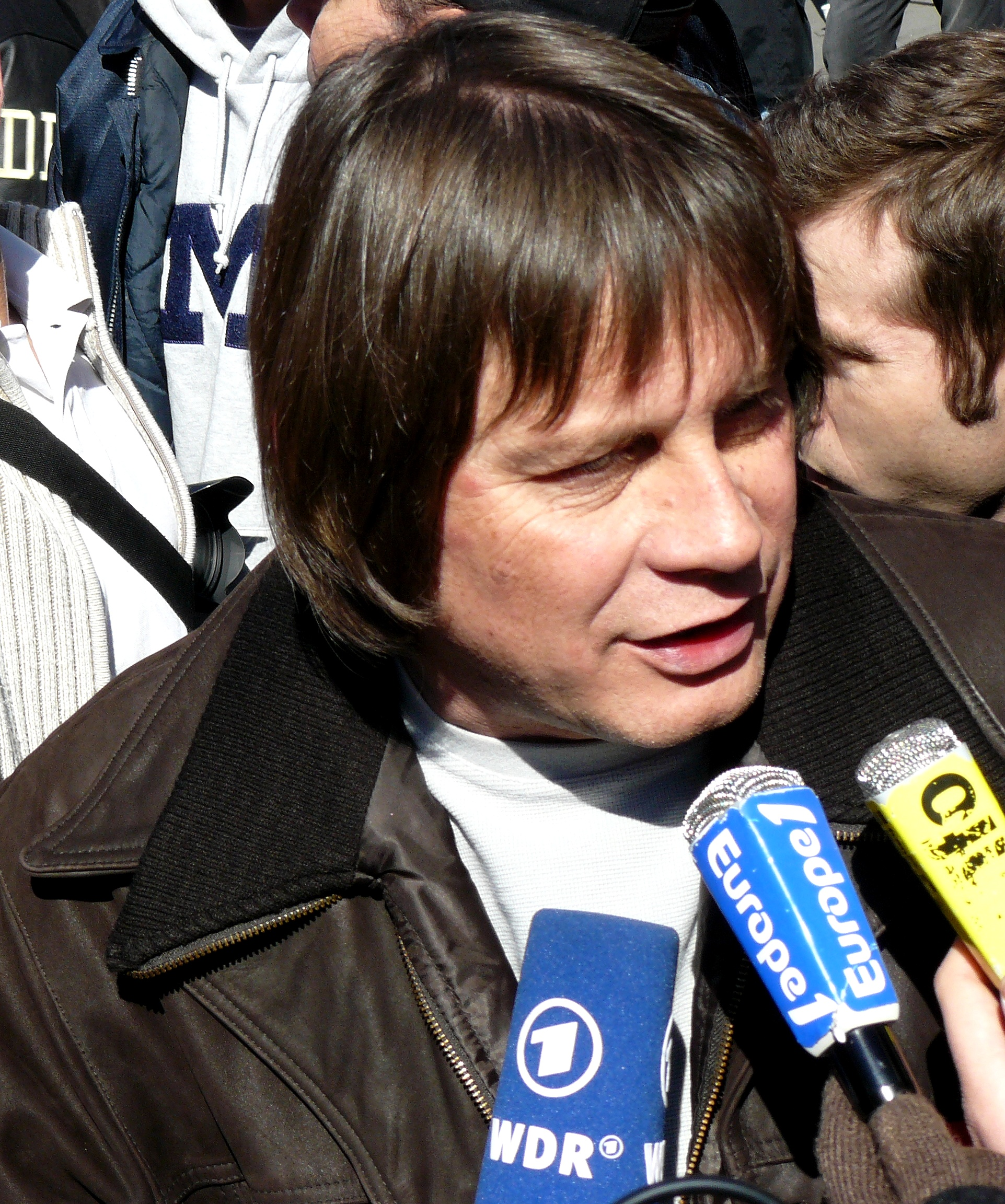
Bernard Thibault (2009)

1977 trat er in die CGT ein und wurde 1980 Sekretär der Eisenbahngewerkschaft innerhalb der CGT (Cheminots CGT). 1993 wurde er Vorsitzender der CGT-Eisenbahnergewerkschaft, zwei Jahre später avancierte er zur führenden Persönlichkeit der französischen Streikwelle von 1995.
Im Alter von vierzig Jahren wurde er 1999 zum Generalsekretär (=Vorsitzender) des Dachverbandes CGT gewählt, den er seitdem führt. Er wird zum Reformflügel des Verbandes gezählt und setzte die in den 1990er Jahren begonnene Politik der Emanzipation der Gewerkschaft vom PCF fort, auch gegen interne Widerstände. So legte er 2001 alle seine Parteiämter nieder, ohne aber aus der PCF auszutreten. Unter seiner Führung konnte der Jahrzehnte andauernde Verfall der Mitgliederzahlen des Gewerkschaftsverbandes gestoppt werden.
In eine schwierige Situation geriet Thibault anlässlich des französischen Referendums zum Europäischen Verfassungsvertrag 2005. Er sprach sich für eine Annahme des Vertrags aus, wurde aber im Nationalkomitee der CGT überstimmt. Die Gewerkschaft setzte sich im folgenden Referendums-Wahlkampf für eine Ablehnung des Verfassungsvertrages ein, Thibault blieb aber Vorsitzender des Verbandes.
Thibault kündigte frühzeitig an, sich nicht um eine fünfte Amtszeit ab 2013 zu bewerben und beteiligte sich an der Suche nach seinem Nachfolger. Man einigte sich auf Thierry Lepaon, der am 22. März 2013 auf dem Gewerkschaftskongress in Toulouse zu Thibaults Nachfolger gewählt wurde.